# New Hope (Alabama)
New Hope – miasto w Stanach Zjednoczonych, w stanie Alabama, w hrabstwie Madison. W roku 2023 miasto zamieszkiwało 2927 osób, a gęstość zaludnienia wynosiła 129,5 osoby/km².